# Onthophagus limonensis
Onthophagus limonensis là một loài bọ cánh cứng trong họ Bọ hung (Scarabaeidae).